# Paradosso dell'onnipotenza
Il paradosso dell'onnipotenza è un noto paradosso teologico e filosofico formulato in diverse forme: si chiede se un ente onnipotente possa creare un oggetto dotato di una caratteristica tale da mettere in crisi la sua stessa onnipotenza (ad esempio un masso inamovibile, o una costruzione indistruttibile).
La risposta che se ne ricava è la non esistenza dell'onnipotenza (si tratta quindi di un paradosso negativo o logico) perché se l'ente non è in grado di creare tale oggetto non sarebbe onnipotente, mentre se lo creasse avrebbe creato un qualcosa che di fatto limita la sua onnipotenza sconfessandola come tale; nel corso dei secoli sono state date diverse risposte e confutazioni. Però una delle risposte più plausibili è quella che prevede la seguente tesi: L’essere onnipotente potrebbe creare un oggetto che lui stesso non può sollevare fino al momento preciso in cui decide di poterlo sollevare, risolvendo il dubbio seppur nella sua illogicità.

## Interpretazioni logiche del paradosso
Per la consistenza logica, non può esistere nello stesso universo un oggetto inamovibile ed una forza irresistibile. Ovvero nella stessa "struttura logica" non possono essere vere contemporaneamente una certa affermazione (A) e la sua negazione (non A).

## Possibili confutazioni
- Seguendo l'indicazione di Cartesio, Dio può creare qualcosa che non può spostare e, nonostante tutto, spostarla, in quanto onnipotente, che può quindi fare quello che vuole. Questa risposta però presenta aspetti problematici, dal momento che se si afferma un paradosso, conseguentemente si rinuncia al principio del terzo escluso e quindi alla logica, a quel punto non ha neanche senso parlare di paradossi, consistenza o verità[2].
- Una semplice confutazione, proposta da Pier Damiani nel De omnipotentia Dei, consiste nell'osservare che se l'agire di Dio dovesse obbedire alle leggi della logica, Dio non sarebbe "onnipotente". Dio quindi è al di sopra della logica stessa e non si possono applicare le "misure" della logica umana alla sua natura[3]; questo ragionamento, che sposta il concetto di Dio definitivamente oltre la logica, però, se esteso, lo rende anche un oggetto totalmente insondabile dalla ragione umana e quindi anche da qualunque pretesa di voler parlare di esso in termini oggettivi e quindi validi per tutti gli uomini. Va detto che non è Dio ad essere l'oggetto della logica, ma la descrizione che si fa di esso. A dover essere quindi spostato al di sopra della logica sarebbe il credo religioso che descrive quel dio, più che la divinità stessa[3].
- Dio potrebbe limitarsi a non creare ciò che poi non può spostare, così il paradosso anziché essere risolto verrebbe semplicemente aggirato. In effetti il fatto di essere onnipotenti significa poter fare ciò che si vuole e non necessariamente doverlo fare. Anche questa risposta tuttavia è considerata debole[da chi?], dato che il paradosso è sulle capacità, non sulle azioni.
- Se si pensa all'onnipotenza come alla possibilità di fare tutto ciò che si vuole, visto che Dio può non voler compiere certi atti (es: Dio non può mentire, Dio non può compiere azioni contro la sua natura). Come accade con il libero arbitrio, che nelle religioni abramitiche viene considerato come un limite invalicabile perfino per Dio stesso, la divinità essendo dotata di propria volontà ed avendo il potere assoluto, può anche decidere di autolimitarsi. Quindi Dio potrebbe creare qualcosa e poi porre da sé dei limiti alla propria onniscienza e onnipotenza. Un Dio che sceglie di non andare contro la logica sarebbe quindi comunque onnipotente[4], tuttavia non viene risposta alla domanda posta nel paradosso circa alla possibilità di Dio di creare tale oggetto.
- Un'altra possibile confutazione è che il dilemma si fonderebbe su un concetto traviato di onnipotenza: se a Dio manca il potere di autodistruggersi allora non è onnipotente. Se tuttavia si riuscisse a dimostrare che il potere di autodistruggersi non vada considerato veramente un potere, si ricadrebbe di nuovo nella definizione di Dio per cui, dato che Dio non ha debolezze, non avrebbe nemmeno il potere di autodistruggersi come nemmeno quello di rinnegare se stesso. Se però il paradosso non fosse menomativo, ma accrescitivo, ricadremmo comunque nella stessa situazione. Infatti può Dio creare un altro Dio suo pari? Questa domanda andrebbe contro il presupposto che Dio sia eterno e unico. Non risultano comunque dimostrazioni che l'autodistruzione non sia da considerarsi un potere, inoltre in senso accrescitivo questa risposta è considerata debole perché in sostanza conclude che l'onnipotenza andrebbe in conflitto con unicità e eternità ma non elimina il paradosso.[senza fonte]
- Nella filosofia medievale il paradosso dell'onnipotenza, posto in evidenza nell'undicesimo secolo da Abelardo, è stato affrontato attraverso lo strumento speculativo della distinctio tra una potentia ordinata e una potentia absoluta di Dio. Esisterebbero cioè nel principio divino due differenti potentiae (o la potentia divina si predicherebbe in due modi): da un lato, la potenza tramite la quale Dio pone in essere l'effettiva struttura del mondo attuale, l'ordo mundi; dall'altro lato, una riserva illimitata di potere che permane nella potenzialità divina. In questo senso, Dio può creare qualcosa che non può spostare, in quanto Egli, pur non potendo spostarla attualmente[quando?], cioè nell'ordo mundi contingente (secondo la potentia ordinata), rimane comunque nella possibilità di mutare l'ordo in cui una determinata cosa è di fatto irremovibile (secondo la potentia absoluta). Lo strumento speculativo della distinctio è stato utilizzato, con molte variazioni, dai più importanti autori medievali tra cui Pietro Lombardo, Tommaso d'Aquino, Duns Scoto, Guglielmo di Ockham. Tale distinzione tuttavia non risolve il paradosso, che parlando di "potere" e non di "potere in una corrente modalita' ", riguarda la summa totale delle capacità e non le capacità divine in peculiari modi o ordini.
- Nel Rinascimento, Nicola Cusano abbandonerà definitivamente il paradosso dell'onnipotenza divina, proponendo un'equivalenza tra l'essenza di Dio e la sua potenza, nell'opera De Apice theoriae. Poiché Dio è l'infinito assoluto in cui i contrari coincidono, in Esso posse e fieri sono equivalenti; dunque, il paradosso logico dell'onnipotenza scaturisce da un'applicazione di categorie finite a un concetto infinito, per il quale lo spostarsi e il non spostarsi di un oggetto sono assolutamente identici[5]. Questa risposta però presenta le stesse problematiche di quella di Cartesio: implica una accettazione delle contraddizioni, quindi una rinuncia alla logica per cui perde di senso il parlare di paradossi, consistenza o verità.

## Curiosità
- Nel film Il cavaliere oscuro Joker fa riferimento al paradosso dell'onnipotenza con la frase: "Ecco cosa succede quando una forza irrefrenabile incontra un oggetto inamovibile. Tu sei davvero incorruttibile, non è così? Tu non mi uccidi per un malriposto senso di superiorità e io non ti ucciderò perché tu sei troppo divertente. Credo che io e te siamo destinati a lottare per sempre!"